# Kim Eul-dong
Kim Eul-dong (nascida em 5 de setembro de 1945) é uma política sul-coreana.